# Bob Goalby
Bob Goalby, född 14 mars 1929 i Belleville, Illinois, död 20 januari 2022 i Belleville, Illinois, var en amerikansk golfspelare.
Goalby blev professionell 1956. Han vann 14 tävlingar på den amerikanska PGA-touren och ytterligare 32 proffstävlingar runt om i världen. 1961 slog han rekord då han under en och samma runda gjorde åtta birdies i rad. Han deltog i det amerikanska Ryder Cup-laget 1963.
Han vann majortävlingen The Masters Tournament 1968 på Augusta National Golf Club på 277 slag. Han vann på grund av att Roberto DeVicenzo hade undertecknat sitt scorekort som visade ett felaktigt antal slag på det 17:e hålet och istället för särspel så diskvalificerades DeVicenzo.
Goalby var en av grundarna av Senior Tour (numera Champions Tour) där han 2005 hade vunnit tre tävlingar. Han arbetar som banarkitekt och har ritat flera golfbanor runt om i USA och han var under flera år expertkommentator på NBC Sports.
| Majorsegrare genom tiderna                                                                                    |             |            |             |                  |
| 200 olika spelare har vunnit i herrarnas majortävlingar. Bob Goalby var den 120:e spelaren som vann en major. |             |            |             |                  |
| 1:a | 119:e       | 120:e      | 121:a       | 200:e            |
| Willie Park Sr                                                                                                | Don January | Bob Goalby | Lee Trevino | Louis Oosthuizen |
| Lista över golfens majorsegrare                                                                               |             |            |             |                  |